# Timmia
Timmia ist eine Gattung der Laubmoose und bildet eine eigene Unterklasse Timmiidae. Die Gattung ist nach dem deutschen Apotheker und Botaniker Joachim Christian Timm (1734–1805) benannt.

## Merkmale
Die Arten ähneln vom Habitus der Gattung Polytrichum, sind also recht große (zwei bis neun Zentimeter hohe), akrokarpe Moose. Die Blättchen sind lanzettlich bis linealisch und sind spiralig angeordnet. Sie bestehen aus linealen, glatten oder papillösen Zellen an der Basis und aus kleinen, quadratisch bis sechseckigen Zellen an der Spitze. Der Blattrand ist gesägt. Die Blattrippe endet vor der Blattspitze, reicht aber über die Hälfte des Blattes hinaus.
Die Kapsel steht auf einer langen Seta und ist eiförmig sowie nickend oder hängend. Die Kalyptra ist symmetrisch. Das Peristom ist doppelt mit 16 Zähnen.

## Vorkommen
Die Familie kommt auf der Nordhalbkugel vor, findet sich aber auch in Hawaii und Neuseeland. Es sind boden- oder steinbewachsende Moose. In Europa sind sie selten.

## Systematik
Die Gattung wird in eine eigene Unterklasse gestellt und besteht aus sechs Arten. Fünf kommen in Europa vor, die in Deutschland heimischen Arten sind:
- Timmia austriaca
- Timmia bavarica
- Timmia megapolitana
- Timmia norvegica

## Nachweise
1. ↑  Lotte Burkhardt 2022: Eine Enzyklopädie zu eponymischen Pflanzennamen: Von Menschen & ihren Pflanzen – Berlin: Botanic Garden and Botanical Museum Berlin, Freie Universität Berlin. – doi:10.3372/epolist2022, Berlin 2022.
2. 1 2 3 4  Jan-Peter Frahm, Wolfgang Frey: Moosflora (= UTB. 1250). 4., neubearbeitete und erweiterte Auflage. Ulmer, Stuttgart 2004, ISBN 3-8252-1250-5.
3. 1 2  Wolfgang Frey, Michael Stech, Eberhard Fischer: Bryophytes and Seedless Vascular Plants (= Syllabus of Plant Families. 3). 13th edition. Borntraeger, Berlin u. a. 2009, ISBN 978-3-443-01063-8, S. 148–149.